# Политехничка школа Пожаревац
Политехничка школа Пожаревац је средња школа основана 5. октобра 1990. године. Налази се у Пожаревцу, у улици Јована Шербановића 5, у згради некадашњег Дома трговачке омладине, изграђеног 1930. године. Задужбина је најпознатијих трговаца некадашњег Пожаревца, Михајла Павловића и Саве Мирковића. Својом спољашњошћу представља један од симбола Пожаревца, а унутар ње се сваке године изводе радови на обнови у уређењу. Фасада је потпуно реновирана 2010. године, када је Политехничка школа славила 20, а Дом трговачке омладине 80. рођендан.

## Историјат
Основана је 5. октобра 1990. године, у почетку се звала Техничка, затим Машинско–електротехничка школа, а од 1998. године носи данашње име. Одлуку о оснивању је донела Скупштина тадашње Социјалистичке Републике Србије 27. септембра 1990. године. Раније је школа радила у истим просторијама као издвојено одељење Техничке школе из Костолца.
У згради Политехничке школе је радило низ образовних институција: Послено трговачка школа, Трговачка академија, Економска школа, Виша педагошка школа, Раднички универзитет, Виша техничка школа, Техничка школа из Костолца и Машинско–електротехничка школа из Пожаревца, која је претходила оснивању Политехничке школе.
Политехничка школа је остваривала наставне планове и програме за подручја рада електротехника (трогодишње школовање) и машинство и обрада метала (трогодишње школовање). Подручје рада саобраћај (трогодишње и четворогодишње школовање) је уведено 2000, а машинство и обрада метала је укинуто 2006. године. Данас наставу похађа око 480 ученика у образовним профилима техничар друмског саобраћаја и возач моторних возила у подручју рада саобраћај и аутоелектричар, електроинсталатер и електромеханичар за термичке и расхладне уређаје у подручју рада електротехника.

## Ваннаставне активности
Поред редовних наставних активности, Политехничка школа својим ученицима нуди рецитаторску секцију, новинарску, музичку, ликовну, литерарну и драмску. Чланови новинарске, литерарне и ликовне секције своје радове објављују у ђачком листу „Туљак”.
Од 2013. године у школи функционише драмска секција, која је Пожаревцу до данас представила четири позоришна комада и један играни филм. Драмска секција је наступала и на више фестивала широм Србије, а 2016. и 2017. године је наступала и на Сајму књига у Београду у оквиру програма„ „Стваралаштво младих”. Године 2016. су били добитници Повеље културе Града Пожаревца.
- Пожаревац
- Зграда Дома трговачке омладине у Пожаревцу